# Ceylonositalces parvulus
Genre
Synonymes
- Eusitalces Roewer, 1915 nec Brunner, 1911

Espèce
Synonymes
- Eusitalces parvulus Roewer, 1915

Ceylonositalces parvulus, unique représentant du genre Ceylonositalces, est une espèce d'opilions laniatores de la famille des Podoctidae.

## Distribution
Cette espèce est endémique du Sri Lanka. Elle se rencontre vers Colombo.

## Description
Le syntype mesure 2 mm.

## Systématique et taxinomie
Cette espèce a été décrite sous le protonyme Eusitalces parvulus par Roewer en 1915. Le nom Eusitalces Roewer, 1915 étant préoccupé par Eusitalces Brunner, 1911, il est remplacé par Ceylonositalces par Özdikmen en 2006.

## Publications originales
- Roewer, 1915 : « 106 neue Opilioniden. » Archiv für Naturgeschichte, vol. 81, no 3, p. 1–152 (texte intégral).
- Özdikmen, 2006 : « Nomenclatural changes for some Laniatores (Opiliones) genera: New substitute names and new combinations. » Munis Entomology & Zoology, vol. 1, no 1, p. 63–68 (texte intégral).